# Akurduana
Akurduana  war der zehnte König (etwa 1456–1431 v. Chr.) der Meerland-Dynastie, die für etwa 350 Jahre von etwa 1783 bis 1415 v. Chr. den Süden Mesopotamiens beherrschte. Akurduana ist aus späteren Königslisten und Chroniken bekannt. Demnach regierte er 26 Jahre lang. Außerhalb der späteren Königslisten ist er nur von einem Zylindersiegel bezeugt, das den König neben den Gottheiten Sin, Enlil und Ea zeigt.
Der Name Akurduana ist problematisch, da die späteren Quellen ihn unterschiedlich schreiben. Auch sind die Übersetzung und Deutung unsicher.